# ريتشارد لاي
ريتشارد لاي (بالصينية: 雷聲隆) هو سياسي صيني، ولد في 4 أغسطس 1946 في الصين، وتوفي في 27 مارس 2008 في نفس البلد. حزبياً، نشط في Hong Kong Association for Democracy and People's Livelihood ‏.